# Juan Bautista Sagarra
Juan Bautista Sagarra y Blez (1806-1871)  fue un profesor, escritor y publicista cubano.

## Biografía
Nacido el 24 de junio de 1806 en Santiago de Cuba, era hijo de Magín Sagarra y Cuadras, natural de Sitges, y de Isabel Blez y Mediaceja, natural de Santiago. Realizó sus primeros estudios en su ciudad natal, en el Seminario de San Basilio el Magno. Pasó después a La Habana y fue discípulo de La Luz Caballero en el Seminario de San Carlos, a quien suplió en ocasiones en la cátedra que desempeñaba. El 22 de marzo de 1826 se recibió de bachiller en Filosofía en la universidad y el 28 de mayo de 1830 de abogado, ante la Audiencia de Puerto Príncipe. Abandonó la carrera de abogado en favor de la enseñanza. Fue uno de los miembros fundadores de la Sociedad Patriótica de Puerto Príncipe en 1833 y en 1832 se le había nombrado protector partidario de los pueblos de San Luis de los Caneyes y San Pablo de Jiguaní. En julio de 1834 la Sociedad Patriótica de La Habana le concedió el título de socio corresponsal.
Entre las obras de Sagarra, que escribió libros dedicados a la educación infantil, se encontraron títulos como Silabario de las niñas, Miscelánea infantil, Continuación de la Miscelánea, El pasatiempo y el Aguinaldo á las niñas. En 1850 publicó Dioscórides ó historia de un joven herrero. A esta obra siguieron El padre y el hijo, Apuntaciones sobre moral, Colección de voces poco usadas, un Curso de religión. También escribió Salterío de las niñas cubanas, Geografía de la Isla de Cuba, un Tratado de geografía política, unas Apuntaciones biográficas del Dr. D. Gabriel Marcelino de Quiroga y los elogios fúnebres de Prudencio Casamayor y de Juan de Mata Tejada, además de unos Apuntes sobre agrimensura legal. Publicó también artículos sueltos sobre economía en El Redactor. Falleció, ciego, el 29 de mayo de 1871, según alguna fuente en su ciudad natal.